# Lege string
In de informatica is de lege string de string zonder symbolen uit een alfabet Σ. De lege string wordt genoteerd als ε of λ.

## Kenmerken
De lege string heeft lengte 0. Onder concatenatie is de lege string het neutrale element van de vrije monoïde op Σ. Voor elke string s geldt dus sε = εs = s. Het omdraaien van de lege string geeft wederom de lege string. De lege string gaat voor alle andere strings in lexicografische ordening. Het hangt van de implementatie af of deze kenmerken ook gelden in de betreffende programmeertaal.

## Programmeertalen
In veel programmeertalen wordt de lege string genoteerd als "" (twee aanhalingstekens). De lege string wordt soms ook genoteerd met de Griekse letter λ.
In C wordt de lege string gerepresenteerd als een array van characters met een null character op de eerste positie (index nul). Alle strings worden in C ook afgesloten met een null character.